# Merops breweri
Il gruccione testanera (Merops breweri Cassin, 1859) è un uccello appartenente alla famiglia Meropidae, diffuso nelle foreste tropicali dell'Africa centrale e occidentale; il suo areale comprende Angola, Repubblica Centrafricana, Repubblica del Congo, Repubblica Democratica del Congo, Costa d'Avorio, Gabon, Ghana, Nigeria e Sud Sudan.
Si caratterizza per il colore del piumaggio, dalla tinta nera per la testa, verde per le ali e la parte centrale della schiena e marrone per la coda.